# Eumantispa harmandi
Eumantispa harmandi är en insektsart som först beskrevs av Longinos Navás 1909. 
Eumantispa harmandi ingår i släktet Eumantispa och familjen fångsländor. Inga underarter finns listade i Catalogue of Life.